# Oy (Det mörka tornet)
Oy är ett djur av rasen billybumlare i Stephen Kings serie Det mörka tornet. Billybumlare, en sorts blandning av en tvättbjörn och en hund, kan härma mänskligt tal, men Oy är smartare än så, han börjar efterhand säga saker som mer eller mindre verkar vara egna tankar. Oy är väldigt fäst vid pojken Jake Chambers, som gav Oy mat när han och de övriga i Roland Deschains ka-tet hittade billybumlaren ensam och hungrig i skogen.